# Grupo Hapvida
El Grupo Hapvida es un grupo empresarial brasileño con sede en Fortaleza (Ceará). Fundado en 1993 por el médico Cândido Pinheiro, hoy es el mayor operador de planes de salud del Norte y Nordeste brasileño, y la tercera mayor compañía del país por número de beneficiarios, a través de la marca Hapvida Saúde. El grupo está formado por accionistas que actúan en el ramo de las comunicaciones desde 2014, a través del holding Sistema Opinião de Comunicação, que controla varios grupos de comunicación en todo el Nordeste de Brasil.

## Historia
El Grupo Hapvida Salud nace en 1979, cuando el médico oncólogo Cândido Pinheiro de Lima comenzó a realizar un gran sueño: el Hospital Antônio Prudente. Desde el inicio de las operaciones, hasta los días de hoy, la unidad es considerada una de las más modernas de Fortaleza. A continuación, el doctor Cândido Pinheiro creó Hapvida Saúde, un plan moderno y accesible, con productos diferenciados, que desde el lanzamiento en 1993, conquistó el mercado del estado de Ceará. Con el plan de salud, vinieron la Clínica de Diagnóstico Vida & Imagen, el Laboratorio Antônio Prudente y las Hapclínicas. Todo para ofertar atención rápida y de calidad a través de servicios para sus asociados.
Con el paso del tiempo, el Sistema Hapvida atiende a más de 3 millones de clientes en todo el territorio nacional. Hapvida es la mayor operadora de salud del Norte y Nordeste de Brasil, con la mayor red de atención 
propia y una de las dos mayores operadoras con capital propio y genuinamente nacional. Actualmente, son 15.000 colaboradores directos envueltos en la operación de 20 hospitales propios, 72 Hapclínicas, 13 Listas Atenciones, 55 centros de diagnóstico por imagen y 49 laboratorios con diversos puestos de recolección distribuidos en los 11 estados donde la operadora actúa con red propia.
La empresa también desarrolla acciones por medio de la Fundación Ana Lima, brazo social del Hapvida Sistema de Salud. En la lista de proyectos de la entidad, el Hapvida en los Barrios, Sopão de la Vida Proyecto Islas y Medicina Preventiva.
El Hapvida Sistema de Salud alía tecnología y humanización, siempre buscando lo mejor para sus clientes, por lo que apuesta por el desarrollo, realiza innovaciones constantes y viene invirtiendo de manera firme en infraestructuras y en la capacitación de personal. El Hapvida Salud es uno de los mayores y más eficientes del país. Modernas empresas, teniendo en común la calidad y utilizando tecnología de punta, ofertan asistencia completa en servicios de salud a los asociados Hapvida.

## Empresas

### Hapvida Saúde
Estos son los hospitales de la red propia de la Hapvida:

#### Ceará
- Hospital Antônio Prudente
- Hospital Ana Lima
- Hospital Aldeota
- Hospital Luis Francia

#### Alagoas
- Hospital Maceió

#### Amazonas
- Hospital São Lucas Aparecida
- Hospital São Lucas Adrianópolis
- Hospital Río Negro (Manaus)

#### Bahía
- Hospital Teresa de Lisieux - Salvador
- Hospital Francisca de Sande - Feria de Santana

#### Maranhão
- Hospital Guarás

#### Pará
- Hospital Layr Maia
- Hospital Materno-Infantil Riomar (Belém)

#### Pernambuco
- Hospital Isla de la Leche
- Hospital Vasco Lucena
- Hospital Capibaribe
- Hospital Espinheiro
- Hospital Cabo

#### Río Grande del Norte
- Hospital Antônio Prudente
- Hospital Zona Norte
- Hospital Rodolfo Fernandes

#### Sergipe
- Hospital Gabriel Suenes

## Sistema Opinião de Comunicação
Algunos accionistas del Sistema Hapvida pasaron a actuar en el ramo de las comunicaciones en 2015, con la adquisición de más del 50% de las acciones del Grupo Diários Associados, en el Nordeste de Brasil. Posteriormente, adquirieron parte de las acciones de la TELE Punta Negra, de Navidad, RN. Actualmente, el Sistema Opinión es propietario de 5 emisoras de TELES, 4 emisoras de radio y un periódico impreso.

### Televisión
- TV Borborema (52,5%, con los Diarios Asociados)
- TV Clube Pernambuco (52,5%, con los Diarios Asociados)
- TV Manaíra (52,5%, con los Diarios Asociados)
- TV Ponta Negra (51%, con Sistema Ponta Negra Comunicacional).[4]
- TV Ponta Verde

### Radio
- BandNews FM Manaíra (52,5%, con los Diarios Asociados)
- Radio Club Natal (52,5%, con los Diarios Asociados)
- Radio Club Fortaleza

### Periódico
- Diario de Pernambuco (52,5%, con los Diarios Asociados)

## Otras divisiones
El Grupo Hapvida tiene una división de inversión, Canadá Investimentos, a través de la cual adquiere sociedades y realiza inversiones de capital.

### Antiguas empresas
- Radio Borborema (vendida para la Red Paraíba comunicacional)